# Innocenti C
Innocenti C — автомобиль с кузовом купе производства итальянской компании Innocenti. Производился с 1966 по 1968 годы.

## История
После презентации новых мощных Fiat 850 Coupé и Spider было много восторженных отзывов, и Innocenti, в свою очередь, пытался увеличить объём производства, добавив к модели Spider версию купе. Результат был не самый лучший для нового миланского купе. Техническое превосходство «850 Coupé», вместе с современным дизайном, способностью перевозить четырёх человек и более низкая цена, ограничили объём производства Innocenti C несколькими сотнями единиц.
Представленный на Туринском автосалоне в ноябре 1966 года, Innocenti C явно стал преемником «950 Spider», но со значительными изменениями. Было подготовлено изменённое шасси с увеличенной колёсной базой, для большего комфорта высоких людей с салоне. Обновился дизайн решетки радиатора и горизонтальное расположение задних фонарей. Двигатель мощностью 58 л.с. благодаря малому весу автомобиля стал резвее.
Единственным больным вопросом стала цена продажи, установлена на уровне 1 190 000 L, довольно большая по сравнению с конкурентами итальянского производства, таких как Fiat 850 Coupe и других.
Для того, чтобы подчеркнуть итальянский характер, автомобиль был доступен только в трёх цветах кузова (зеленый, белый и красный) и с чёрным кожаным салоном. С белым кузовом также была возможность установки красного салона.